# Afag Bashirgyzy
Afag Bashirgyzy est une actrice azerbaïdjanaise née le 15 août 1955 à Bakou.

## Biographie

### Enfance et formation
Elle est née en 1955 à Bakou.
De 1974 à 1979, elle étudie à l'Université d'État de la Culture et des Arts d'Azerbaïdjan.

### Carrière
En 1975, elle commence à travailler pour le National Drama Theatre de Sumatra.